# 于光遠
于光遠（1915年7月5日—2013年9月26日），原名郁锺正，男，上海人，中国經濟學家、哲學家、教育家、馬克思主義理論家、中國改革開放的重要參與者和見證人。

## 生平
1915年于光遠生於上海。少年時期，于光遠自設化學實驗室，曾研製出一種“土耳其紅油”媒染劑，色澤鮮艷，經久不褪，亦曾代授其他中學的物理課，補貼家用。1932年考入上海大同大學。1934年入清华大学，師從葉企孫、吳有訓、周培源，與錢三強、王大珩、何澤慧同窗。與他同學但不同屆的還有比他年長的核物理學家施士元、钱伟长，和比他晚一屆的力學家林家翹、金屬物理學家葛庭燧、地球物理學家秦馨菱。據後來回憶，于光遠進入清華後“有了想成為牛頓那樣的大科學家的意識”。然而，時值1935年一二·九运动爆发，于光遠成為學生領袖，投身革命，逐漸擱置了物理研究。1936年，于光遠毕业于清华大学物理系。同年，他的論文導師、物理學家周培源先生訪問普林斯頓高等研究院，將于光遠的論文交給愛因斯坦批改。于光遠本與錢三強競爭考居里實驗室的名額，此時二人約定，一人革命救國，一人科學救國。于光遠的論文最終于1997年由他的清華師兄、物理學家彭桓武完成。
1936年至1937年，于光遠參與發起組織“中華民族解放先鋒隊”（民先），成為早期領導人。1936年1月5日，于光遠帶領平津學生南下宣傳團先遣隊，從清華、燕京二大學出發，尚未至盧溝橋，路遇美國記者採訪，于光遠與李昌、楊學誠（後為新四軍第5師鄂皖兵團指揮部政委）、張載的合影登在第二天的北平日報英文版上。美國記者稱此四人為“四學生先鋒”（Vanguard of Four Students）。同年6月，于光遠與艾思奇、章漢夫在上海組織自然科學研究會。8月，赴廣東嶺南大學（後中山大學）教書，在當地繼續發展民先隊。1937年在廣州從事地下工作時，組織中許多成員被捕，于光遠曾冒險挨家挨戶通知尚未被捕的同志避難，之後趕往香港營救被捕人士，自己也險些在廣州被捕。1937年1月，回北平領導民先隊全國總隊工作。1937年3月，經清華同窗、作家黃秋耘介紹，加入中国共产党。1937年7月7日，盧溝橋事變，七月底北平陷落，當日于光遠在北平西郊田村，遭遇日軍坦克部隊，匍匐在玉米地中，因身體消瘦，夾在坦克兩條履帶之間倖存下來。1937年初到1939年5月，于光遠在保定、石家莊、太原、武漢、鄂西、長沙、南昌、粵北等地來回奔走，發展和擴大民先隊組織。1938年，他擔任中共中央長江局青委書記，負責組織青年的工作。
在山西時，改名于光遠。據本人後來回憶，“改為于光遠並沒有甚麼特別的原因，只因當年在山西信手一寫就寫了這麼個名字，因為郁和于接近，就姓于了，没甚麼道理和寓意。”
1939年從北平轉赴延安，沿路騎驢翻譯恩格斯《自然辯證法》。抵達延安後，領導中共中央青委工作。1940年起任延安中山圖書館主任。1942-1943年，任中共中央西北局調查局研究員，研究陝甘寧邊區的農業累進稅、農村互助合作等問題，與柴樹藩、彭平合著《綏德、米脂土地問題初步研究》。1943-1945年，在延安大學財經系任教，主持校務工作。在延安期間，于光遠繼續翻譯德文版《自然辯證法》，籌建陝甘寧邊區自然科學研究會。1946年被派往北平，創辦《解放》（三日刊）。國共談判破裂後返回延安，任《解放日報》言論部副主編。1947年3月，參加中央土改工作團，在晉綏、河北、山東等地参加土改，進行經濟學調查研究。
1954年当选中國科學院哲學社會科學學部委員。1956年：當選中国共产党第八届全国代表大会代表。
1964年任國家科委副主任。
文革期間遭受批鬥，被送往寧夏五七幹校。历任中共中央图书馆（從延安、西柏坡遷入香山小白樓和北京市區，後併入中共中央宣傳部圖書館、中國革命博物館）主任、北京大学图书馆系教授、中共中央宣传部理论宣传处副处长、科學处长、国家科学技术委员会副主任、中国科学院哲学社会科学部委员、常委，科学规划委员会副秘书长、中国国际经济技术合作促进会顾问。
1975年，鄧小平復出，任國務院副總理職務。隨即成立“政治研究室”，避開四人幫，設在國務院，由自己直接領導。其中共有七個負責人：胡喬木、于光遠、鄧力群、胡繩、吳冷西、熊復、李鑫，胡、于、鄧三人為主要負責人。龔育之稱之為鄧小平的“秀才班子”。
1977年後，擔任計委經濟研究所所長，中國社會科學院副院長、顾问，馬列主義、毛澤東研究所首任所長，国务院学位委员会委员，北京民族大学名誉校长。于光遠長期任中顾委委员。
1978年，于光遠為鄧小平在十一屆三中全會上起草講話稿，被譽為中國改革開放的重要參與者和見證人。
1982年，作为國家科委副主任的于光遠和中国科学院党组书记、主席团执行主席李昌联合发表《李昌、于光远在科学院召开的科学报告会上批评“人体特异功能”的研究和宣传》的讲话，内容被发表在1982年2月25日《人民日报》上，受到人体特异功能的支持者张震寰、钱学森等人的回击。
1990年代，于光远和李锐等人每个月都会聚会一次。在政治和经济上，于光远紧随胡耀邦，“是真正赞成开放的人”。
2006年8月19日查出罹患腦血栓。2007年一半以上時間都在醫院度過。起初左半身完全不能動，現在左手能力明顯改善，但仍然不能站穩。2008年1月22日，接受紀碩鳴的訪問，訪問內容发表於《亞洲周刊：第二十二卷第八期》：《他為鄧小平起草講話稿》。
2013年9月26日凌晨3点因病医治无效去世，享年98岁。

## 著作
于光遠著作豐富，一生著述近百部，涉獵學科包括經濟學、哲學、中共黨史、教育學等，以及具有高度史料價值的回憶錄、隨筆、散文等文學作品，被稱為“百科全書式的學者”。于光遠著有《論我國的經濟體制改革》（1985）、《中國社會主義初級階段的經濟》（1988）和七卷本《政治經濟學社會主義部分探索》（1984-2001）。回憶錄包括《我憶鄧小平》、《改變中國命運的41天 : 中央工作會議、十一屆三中全會親歷記》、《1978我親歷的那次歷史大轉折：十一屆三中全會的台前幕後》、《文革中的我》。《于光遠選集》曾被譯成英文，由Routledge出版：Collected Works of Yu Guangyuan。美國中國問題研究學者、哈佛大学教授傅高義曾採訪于光遠，并翻譯出版其回憶錄：Deng Xiaoping Shakes the World: An Eyewitness Account of China's Party Work Conference and the Third Plenum。

### 經濟學
- 《綏德、米脂土地問題初步研究》于光遠、柴樹藩、彭平，人民出版社（1979）
- 《政治經濟學——資本主義部分》于光遠、蘇星，人民出版社（1978）
- 《社會主義市場經濟主體論》中國財政經濟出版社（1992）
- 《我的市場經濟觀》黑龍江教育出版社（1993）
- 《政治經濟學——社會主義部分探索（共七卷）》人民出版社（1984-2001）
- 《經濟改革雜談》生活·读书·新知三联书店（1996）
- 《从“新民主主義社會論”到“社會主義初級階段論”》人民出版社（1996）
- 《中國理論經濟學史1949-1989》河南人民出版社（1996）
- 《中國社會主義初級階段的經濟》廣東經濟出版社（1998）
- 《政治經濟學》經濟科學出版社（1998）
- 《漫談競賽論》中國文聯出版社（2000）
- 《經濟學札記》廣東人民出版社（2000）
- 《經濟大辭典》（補編本）上海辭書出版社（2000）
- 《于光遠短論集》(1977-2001共4卷)華東師範大學出版社（2001）
- 《于光遠經濟學文選》經濟科學出版社（2001）
- 《于光遠改革論集》中國發展出版社（2008）
- 《于光遠經濟文選》中國時代經濟出版社（2010）
- 《經濟學問題的哲學探析》科學出版社（2013）
- 《于光遠經濟論著全集》（全集共75本）知識產權出版社（2015）

### 社會與政治理論
- 《“新民主主義社會論”的歷史命運》(韓鋼詮注)長江文藝出版社（2005）

### 哲學
- 《中國的科學技術哲學——自然辯證法》科學出版社（2013）
- 《一個哲學學派正在中國興起》江西科學技術出版社（1996）
- 《自然辯證法百科全書》中國大百科全書出版社（1995）
- 《現代公民知識讀本》希望出版社（2006）
- 《哲學論文、演講和筆記,1950-1966》人民出版社（1982）

### 教育與學術方法論
- 《怎樣進行調查研究》中國青年出版社（1981）
- 《論社會科學研究》（1981）
- 《教育思想文選》湖南教育出版社（1989）
- 《我的教育思想》河南教育出版社（1991）
- 《于光遠馬惠娣十年對話:關於休閒學研究的基本問題》重慶大學出版社（2008）

### 編譯
- 《勞動在從猿到人轉變過程中的作用》恩格斯作，于光遠、曹葆華編譯，人民出版社（1949）
- 《自然辯證法》恩格斯作，于光遠等編譯，人民出版社（1984）

### 散文、回憶錄
- 《古稀手跡》中國華僑出版社（1993）
- 《窗外的石榴花》作家出版社（1997）
- 《酒啦集》湖南文藝（1998）
- 《東方赤子．大家叢書：于光遠卷》華文出版社（1999）
- 《細雨集》重慶出版社（2003）
- 《碎思錄》重慶出版社（2003）
- 《青少年于光遠》華東師範大學（2003）
- 《我是于光遠》中國時代經濟出版社（2003）
- 《我的編年故事》大象出版社（2005）
- 《于光遠自述》大象出版社（2005）
- 《我眼中的他們》時代國際出版有限公司（2005）
- 《我憶鄧小平》時代國際出版有限公司（2005）
- 《我親歷的那次歷史大轉折》中央編譯局（2008）
- 《文革中的我》廣東人民出版社（2011）

### 講稿
- 《解放思想，實事求是，團結一致向前看》（鄧小平在十一屆三中全會上的講話稿）

### 關於于光遠的書籍
- 《任仲夷點評于光遠超短文》于光遠、任仲夷，海天出版社（2000）
- 《改革黃金年代：我們眼中的于光遠》胡冀燕、于小東、劉世定、韓鋼鐵等著，人民出版社（2016）

## 社會活動
于光遠曾發起成立世界麻將組織（World Mahjong Organization），并于2006年任第一任主席。次年，該組織正式開創麻将世锦赛。

## 家族
于光遠出生在上海嘉定南翔郁家。道光五年（1825年）清廷開放海上漕運，郁家經營沙船運輸，成為上海首富，人稱“郁半城”。杭州“紅頂商人”胡雪岩與郁家聯姻，曾將女兒、孫女前後許配給郁家。李鴻章亦常赴郁家聽戲。1853年上海爆發“小刀會”起義，除佔據豫園外，亦將城南指揮所設在郁家大院前廳。小刀會向郁家“強要飯”，要求一次性贊助10萬兩，每日加100兩作為義軍伙食費。據估算，此次郁家損失約15萬兩。1855年清軍平叛起義，郁家因“通匪”之嫌，又遭清政府“敲竹槓”，被迫交付二十萬兩白銀，修補城墻。至今上海老城墻小北门遺存一段明代城墻，其甬道間城磚刻有“咸豐五年，上海縣城磚”字樣鈐記，即郁家斥資所鑄。因此“郁半城”之說不僅在‘富抵半城’，亦在‘出資修城’。據《同治上海縣志》、《黎陽郁氏宗譜》等記載，此時執掌郁家的是郁潤桂子姪輩。其長子郁彭年（1796-1853），字尧封，號竹泉，去世不久。次子郁松年（1799-1865），字萬枝，號泰峰，“素好讀書，手不釋卷”。郁松年勉力斥資修繕城郭後，婉謝官爵之賞，但堅持提出：上海縣每年秀才名額自20名增至30名，廣文化而開賢路，獲朝廷恩准。此後，上海第21名至30名的秀才稱之“郁家秀才”，必先至郁家謝恩。
同期，郁家曾領導上海幣制自救運動。咸豐年間，上海市面上通行的西班牙銀圓（西班牙文：Real de a 8，國內舊城“本洋”）銳減，價值高漲。1821年後，西屬美洲脫離西班牙，漸次獨立。墨西哥獨立鑄造以鷹為標記的“鷹洋”，二者的重量成色一樣。但一直到1850年代，上海金融界只承認傳統的西班牙“本洋”。為壓低“本洋”市價，當時拥有80多艘沙船的大船商——上海商船會館總董郁彭年的郁森盛沙船字號，於咸丰六年(1856年)鑄造並發行了每枚重一兩、五錢的“郁森盛足紋銀餅”，金融界稱之為“上海銀餅”，開創了沪上商號自鑄銀元、流通市場之先河。上海銀餅分壹兩、五錢兩種，六個版式。正面為“咸豐六年上海縣號商×××足紋銀餅”，背面為“朱源裕監傾曹平實重壹兩(或五錢)銀匠××造”。當年沙船商自鑄、發行銀餅除郁森盛外，還有王永盛、經正記兩家。鑄造銀匠分别是萬全、豐年、平正、王壽。後因偽幣橫行，最終“自救”運動失敗。
同治九年（1871年），朱其昂奉李鴻章之命創辦輪船招商局，下令將一半漕運業務劃歸招商局承運。加之輪船逐漸替代了沙船，郁家船业漸漸衰亡。及至民國初年，郁家已然中落。于光遠是郁泰豐的曾孫。曾祖郁兆年，字望岩（1817—1873），祖父郁熙咸，字礪卿（1845—1894）。郁母蔣文英（1892-1982），常州人。父郁礽培，字隽操（1890—1969），號溫凡人，就讀於上海江南製造總局附設工藝學堂、上海兵工專門學校，在校期間接受民主思想，反對滿清，維護共和，畢業後授少校軍銜。清政府本欲送郁礽培這一屆畢業生去英國留學，成為炮兵專家，卻因辛亥革命爆發，未能成行。江南製造總局附設工藝學堂於光绪二十三年（1898），由總辦林志道奏准成立，依照日本大阪工業學校章程，分設化學工藝及機器工藝等課，招收五十名學生。郁礽培師從數學家華蘅芳、近代化工學先驅徐華封、軍工實業家王欽軒（王世綬）、筆述《兵船汽機》之華備鈺。上海兵工學堂系原上海廣方言館（亦稱“學習外國語言文字同文館”、“上海同文館”），於1863年由晚清文學家馮桂芬（1809－1874）倡議、李鴻章支持成立，一度培養出詹天佑、唐紹儀、汪凤藻、陸徵祥、吴宗濂、劉鏡人、唐在复等人，創中國官派留學生之先河，1906年改組為兵工學堂，1913年受“二次革命”影響停辦。求學期間，郁礽培與中國近代工業化學家吴蕴初（1891－1953）師出同門。清末民初政治家曹汝霖是于光遠之表舅。于尚在繈褓中時，曹汝霖曾抱著他說：“這孩子將來一定有出息。”
父郁礽培，母蔣文英。弟郁鐘德：畢業於人民大學工業經濟系，曾任職共青團中央、《學習》雜誌社。
前妻孫歷生：1953年與于光遠結婚。文革中遭受迫害，1968年去世。與于光遠育有于小紅、于小康、于小蓓。
妻子孟蘇：經濟學家孟用潛（1905－1985）之女，曾留學布拉格捷克理工大學，研究精密機械，歸國後擔任高級工程師。1962年與于光遠結婚，育有于小東、于小慶。
- 大女兒于小紅：美國早期光纤科技創業者。
- 二女兒于小康：畢業於中科院，研究數學、計算機。
- 三女兒于小蓓：從事醫學，推廣、開發微創手術，參與慈善和綠化。
- 四女兒于小東：北京大學經濟學博士、教授，經濟學術雜誌《经济科学》副主編。
- 五女兒于小慶：康奈爾大學經濟學博士，任世界銀行戰略與運營部主任。
- 侄郁鸿勝：上海社會科學院城市與人口發展研究所所長、博士生導師。
- 侄郁鸿元：上海市發改委價格監測監督處處長、高級經濟師。

## 紀錄片
《老馬嘶風：于光遠》山東電視台齊魯頻道《數風流人物》上集、下集。

## 纪念馆
上海市嘉定區檔案館一層設有于光遠生平陳列。
首都圖書館設有于光遠工作室，還原了于光遠史家胡同家中的書房，陳列其用過的桌椅、沙發、電腦、2000餘個鉛筆頭等物件及部分藏書。于光遠求學時期和建國後都常至首都圖書館讀書，曾言“首都圖書館是我真正的大學。”